# (18513) 1996 TS5
(18513) 1996 TS5 est un astéroïde de la ceinture principale d'astéroïdes découvert en 1996.

## Description
(18513) 1996 TS5 a été découvert le 7 octobre 1996 à la Station Catalina, un observatoire astronomique situé dans les Monts Santa Catalina à environ 29 kilomètres au nord-est de Tucson dans l'Arizona, par Timothy B. Spahr.

### Caractéristiques orbitales
L'orbite de cet astéroïde est caractérisée par un demi-grand axe de 2,27 UA, un périhélie de 1,85 UA, une excentricité de 0,19 et une inclinaison de 23,59° par rapport à l'écliptique. Du fait de ces caractéristiques, à savoir un demi-grand axe compris entre 2 et 3,2 UA et un périhélie supérieur à 1,666 UA, il est classé, selon la JPL Small-Body Database, comme objet de la ceinture principale d'astéroïdes.

### Caractéristiques physiques
(18513) 1996 TS5 a une magnitude absolue (H) de 13,8 et un albédo estimé à 0,265.